# San Juan, Abra
San Juan là một đô thị hạng 6ở tỉnh Abra, Philippines. Theo điều tra dân số năm 2007, đô thị này có dân số 9.714 người trong 1.787 hộ.

## Các khu phố (barangay)
San Juan được chia thành 19 khu phố (barangay).
| Barangay        | Dân số (2007) |
| --------------- | ------------- |
| Abualan         | 888           |
| Ba-ug           | 1.063         |
| Badas           | 417           |
| Cabcaborao      | 852           |
| Colabaoan       | 262           |
| Culiong         | 376           |
| Daoidao         | 145           |
| Guimba          | 381           |
| Lam-ag          | 580           |
| Lumobang        | 308           |
| Nangobongan     | 415           |
| Pattaoig        | 153           |
| Poblacion North | 858           |
| Poblacion South | 441           |
| Quidaoen        | 528           |
| Sabangan        | 263           |
| Silet           | 489           |
| Supi-il         | 643           |
| Tagaytay        | 652           |

## Kết quả bầu cử năm 2007
| Chức vụ          | Ứng cử viên                    | Tổng số phiếu bầu |
| ---------------- | ------------------------------ | ----------------- |
| Thị trưởng       | Marco Magala Bautista          | 3.529             |
| Phó thị trưởng   | Rosalinda Billedo Ortega       | 2.736             |
| Ủy viên hội đồng | Judymar Bayubay Ta-a           | 2.622             |
| Ủy viên hội đồng | Emmanuel Vergara Timbreza      | 2.573             |
| Ủy viên hội đồng | Guillermo Borgonia Dela Cuadra | 2.527             |
| Ủy viên hội đồng | Jovito Tamayo Terredaño        | 2.469             |
| Ủy viên hội đồng | Daniel Taverner Dickson        | 2.340             |
| Ủy viên hội đồng | Carmencita Eduarte Blanza      | 2.336             |
| Ủy viên hội đồng | Apollo Magala Bernardino       | 2.283             |
| Ủy viên hội đồng | Erlinda Bosque Gumidam         | 2.057             |